# Antécédent (mathématiques)
Pour les articles homonymes, voir Antécédent.

Dans ce diagramme d'application, 1 et 4 sont des antécédents de b.

En mathématiques, étant donné deux ensembles E, F et une application {\displaystyle f:E\to F}, on appelle antécédent (par f) d'un élément y de F tout élément dont l'image par f est y, c'est-à-dire tout élément x de E tel que f(x) = y.
Un antécédent de y est donc, par définition, un élément de l'image réciproque {\displaystyle f^{-1}(\{y\})}.

## Exemples
Soient la fonction carré {\displaystyle f:\mathbb {R} \to \mathbb {R} ,\,x\mapsto x^{2}} et y un nombre réel.
- Si y > 0 alors y admet deux antécédents, qui sont {\displaystyle {\sqrt {y}}} et {\displaystyle -{\sqrt {y}}}.
- Si y = 0 alors y admet un seul antécédent, qui est 0.
- Si y < 0 alors y n'admet aucun antécédent.

## Image d'un ensemble par une application
Soient une application {\displaystyle f:E\to F} et A une partie de E. On appelle « image de A par f » l'ensemble des éléments de F qui admettent au moins un antécédent appartenant à A ; on la note f(A). L'ensemble
f(E) est appelé image de f.

## Injections, surjections, bijections
Soit une application {\displaystyle f:E\to F}. On dit que f est :
- injective, si tout élément de F admet au plus un antécédent ;
- surjective, si tout élément de F admet au moins un antécédent, c'est-à-dire si {\displaystyle f(E)=F} ;
- bijective, si tout élément de F admet un antécédent et un seul. Dans ce cas, la bijection réciproque de f est l'application {\displaystyle f^{-1}:F\to E,\,y\mapsto x}, où x est l'unique antécédent de y par f.

## Développement informatique
Les développeurs utilisent le mot « argument » pour désigner le ou les antécédents d'une fonction. 